# KGM Torres EVX
A KGM Torres EVX (korábbi nevén SsangYong Torres EVX) egy akkumulátoros elektromos SUV autótípus, melyet 2023-ban mutattak be.

## Története

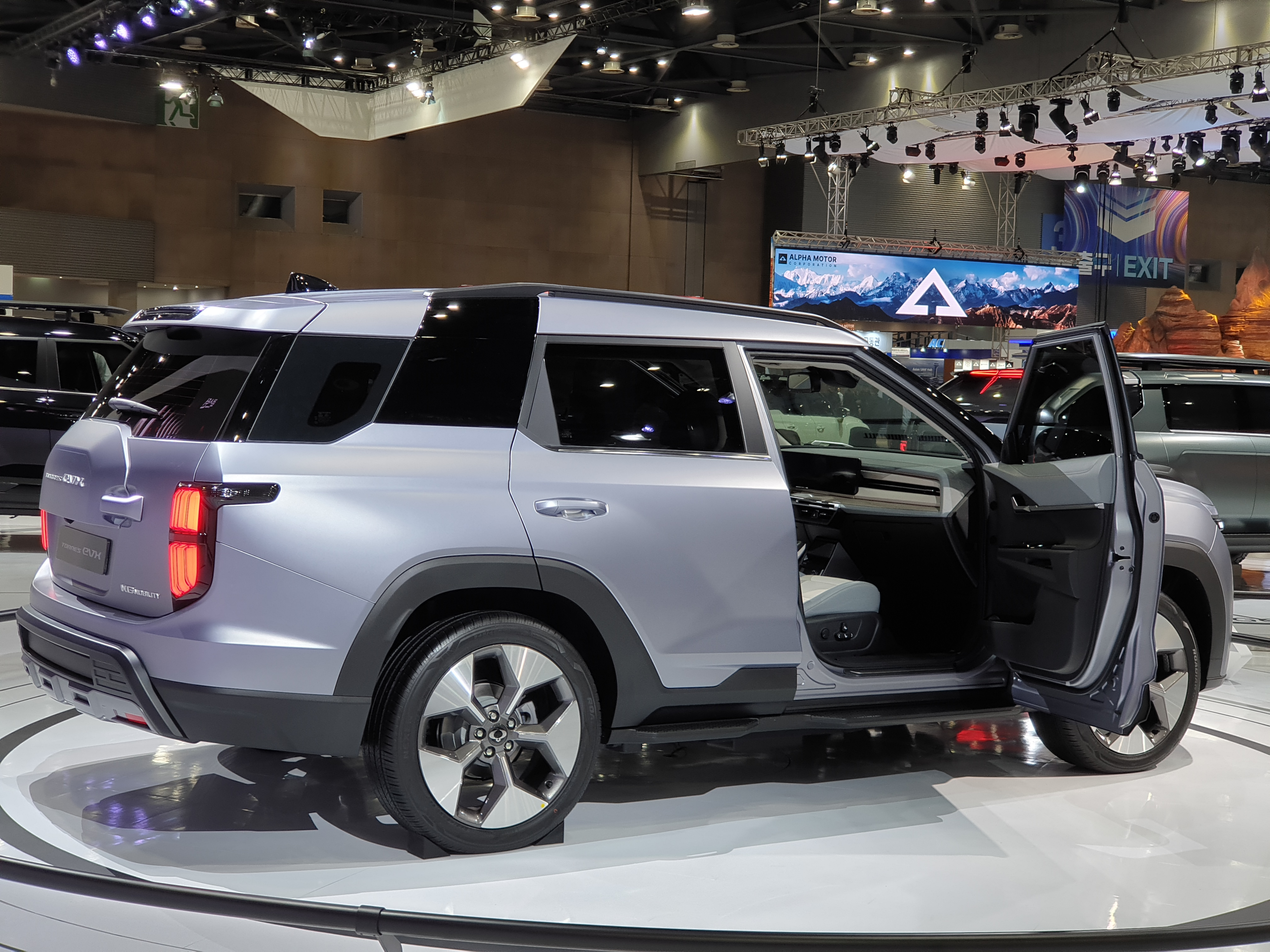
Hátulnézetből

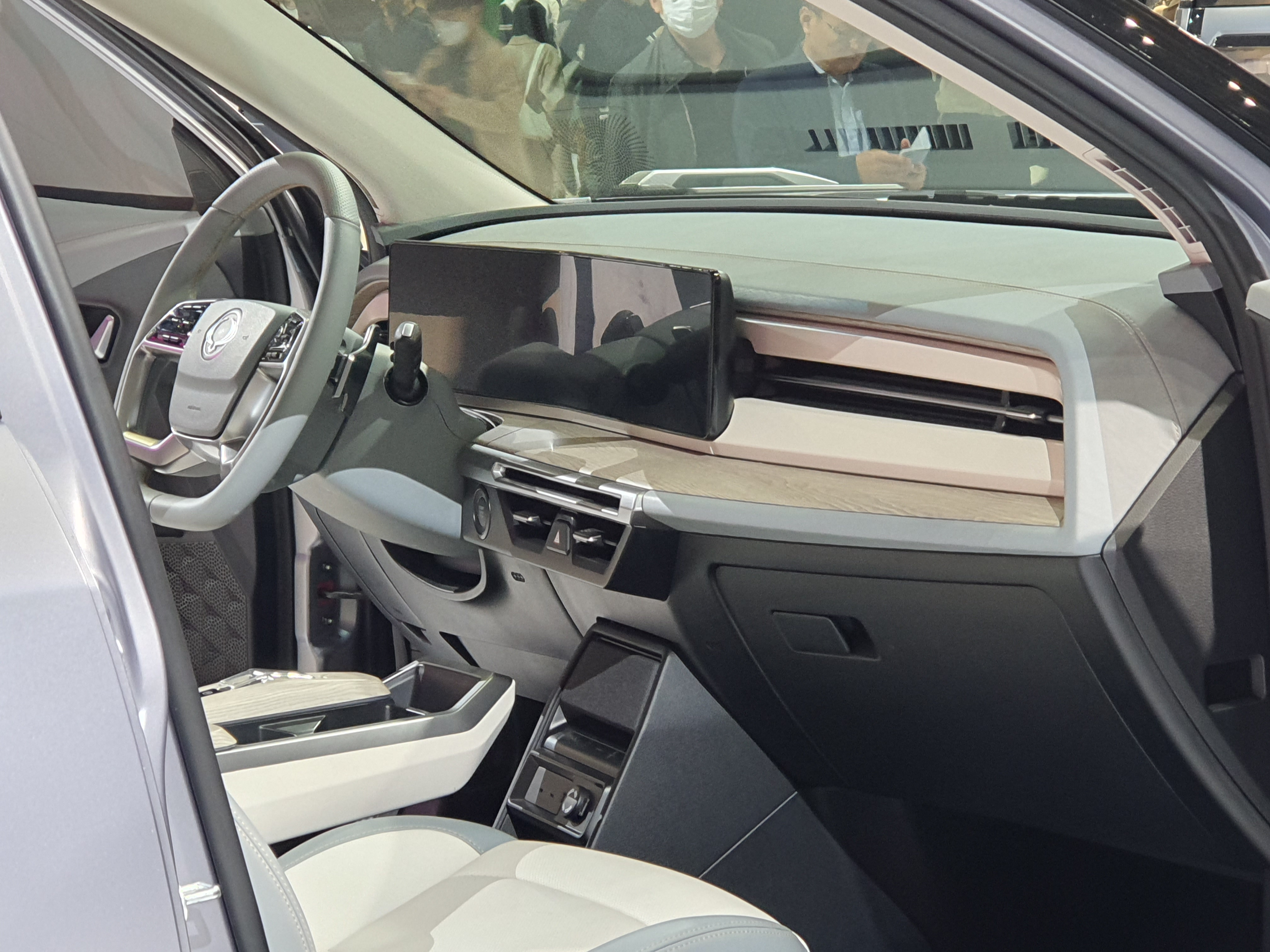
A KGM Torres EVX belső tere

Kevesebb, mint egy évvel a KGM Torres belső égésű motoros változatának premierje után a típus hajtásváltozat szerinti kínálata egy teljesen elektromos változattal bővült, amely egyben az első hivatalosan bemutatott autó volt, miután a SsangYongot átnevezték KG Mobility-re (röviden KGM). A Torres EVX a karosszéria kialakítását tekintve jelentős módosításokon ment keresztül, amelyek jelentősen eltérnek égéstermékeitől, különösen az elülső burkolat megjelenésében. Egy keskeny, jellegzetes szaggatott vonal motívumú LED-szalag uralja, a lökhárítóba pedig további fényszórólencséket helyeztek el. Emellett a gyártó a hátsó lámpáknál eltérő töltetet, speciális könnyűfém keréktárcsákat és karosszériaszín-kombinációkat alkalmazott, nagyobb arányban festett paneleket.

## Kialakítása
A gyártó az utaskabin mélyen módosított kialakítását is alkalmazta, ahol a központi alagúttól megfosztották a műszerfalhoz való csatlakozást, nagyobb tárolórekeszt és induktív töltőt biztosítva egy okostelefonhoz. A műszerfal is másképp lett kialakítva, a digitális óra képernyőjéhez és a multimédiás rendszer érintőképernyőjéhez ívelt integrált panel került, egyenként 12,3 hüvelykes átlóval. A csomagtartó a második üléssor összecsukott állapotával nagyobb, mint az égésű motoros változatban, űrtartalma 839 liter.
A KGM Torres EVX stílusa avantgárd formulát vett át, amely retro stíluselemeket tartalmaz, utalva az 1990-es évek Musso modelljére. A masszív első homlokzatot hosszanti LED-es fényszórók és fekete hűtőrács díszíteti, hat függőleges keresztrúddal, míg hátul a csomagtartó mellett egy külső tárolórekesz és egy pótkerékrekeszt imitáló domborítás kapott helyet. Az utastér minimalista és digitális esztétikával rendelkezik. Szokatlan, felül és alul lapított kormánykereket helyeztek el az órák helyett egy szokatlan, téglalap alakú és keskeny kijelző mellé, amelyről hiányzott a tető. A központi konzolt két kijelző uralja - a felső a multimédiás rendszer vezérlőközpontjaként, az alsóról pedig a légkondicionáló vezérelhető. A belső tere opcionálisan szokatlan, bézs színű bőr anyaggal is kiegészíthető.

### Értékesítés
A Torres EVX a hazai dél-koreai és a globális piacok figyelembevételével készült. Az elektromos SUV értékesítésének kezdetét 2023 második felében kezdték el, Európa a kulcsrégió. Értékesítési politikájának kialakításakor a KG Mobility a viszonylag alacsony árú versenyre összpontosított.

### Műszaki adatok
A KGM Torres EVX tisztán elektromos autótípus. A villanymotor az első tengelyre továbbítja az erőt. Teljesítménye 204 LE. A tervezés során a kisebb Korando e-Motion modellben már használt, alaposan modernizált meghajtót alkalmaztak. Az akkumulátorokat a BYD gyártja, amely technológiájában nem használt kobaltot, és a lítium-vas-foszfát koncepcióra összpontosított. Hatótávolsága egy feltöltéssel mintegy 420 kilométer.

## Fordítás
Ez a szócikk részben vagy egészben  a   KGM Torres című lengyel Wikipédia-szócikk ezen változatának fordításán alapul.  Az eredeti cikk szerkesztőit annak laptörténete sorolja fel. Ez a jelzés csupán a megfogalmazás eredetét és a szerzői jogokat jelzi, nem szolgál a cikkben szereplő információk forrásmegjelöléseként.